# Ford HSC
Ford High Swirl Combustion (HSC) — автомобильный бензиновый двигатель внутреннего сгорания, который выпускался компанией Ford Motor Company с 1984 по 1994 год. Его объём варьировался от 2,3 до 2,5 литров. Двигатель устанавливался на следующие автомобили: Ford Tempo/Mercury Topaz и Ford Taurus/Mercury Sable.

## 2.3 L
2,3-литровый HSC был представлен в 1984 году на Ford Tempo и Mercury Topaz. Диаметр и ход поршня составляют 93,47 × 83,82 мм, а рабочий объём — 2301 см3. Этот двигатель выдавал мощность 90 л.с. (67 кВт) и крутящий момент 169 Н⋅м.
В 1984 году двигатели HSC для автомобилей 50 штатов США были оснащены 1-цилиндровым карбюратором Holley 6149, в то время как автомобили для Канады получили модель Holley 1949 без обратной связи. В 1985 году двигатели американского рынка получили систему центрального впрыска топлива (CFI), которая снизила мощность до 86 л.с. (64 кВт). Ford решил проблему снижения мощности базового двигателя, выпустив версию HSO для ориентированных на производительность вариантов Tempo (GLS) и Topaz (LTS/XR5). Благодаря переходу на систему впрыска топлива с несколькими портами в 1988 году мощность двигателя увеличилась до 95 л. с. (71 кВт). В 1992 году был добавлен последовательный впрыск топлива, что позволило увеличить мощность до 98 л.с. (73 кВт). В том же году вариант HSO был отменён, так как более спортивные версии Tempo/Topaz получили 3,0-литровый двигатель Vulcan в качестве стандартного оборудования.

### Применение
- 1984—1994 Ford Tempo
- 1984—1994 Mercury Topaz

## 2.5 L
2,5-литровый HSC был представлен в 1986 году. Его рабочий объём составляет 2496 см3, а ход поршня — 91,01 мм. Высота была увеличена с 221 до 239 мм. Дополнительный объём двигателя был сочтён необходимым для того, чтобы он мог использоваться в качестве опции в качестве четырёхцилиндрового двигателя для покупателей нового Ford Taurus. Этот двигатель использовал головку и распределительный вал двигателя HSO и развивал мощность 90 л. с. (67 кВт) и крутящий момент 176 Н⋅м. Он продавался небольшими партиями (менее 15% от всех выпущенных двигателей HSC) и был дорогостоящим из-за необходимости замены оснастки для увеличения высоты деки. Самые ранние модели объёмом 2,5 л поставлялись в стандартной комплектации с электронным многопортовым впрыском топлива. В 1991 году он получил последовательный впрыск топлива, что позволило увеличить мощность до 105 л.с. (78 кВт) и крутящий момент до 190 Н⋅м.

### Применение
- 1986—1991 Ford Taurus
- 1986 Mercury Sable